# The Iron Claw
The Iron Claw är en amerikansk biografi- och sportdramafilm från 2023. Filmen är regisserad av Sean Durkin, som även skrivit filmens manus.
Filmen hade biopremiär i USA den 22 december 2023.

## Handling
Filmen handlar om bröderna Von Erich som gjorde succé i wrestlingvärlden i början av 1980-talet.

## Rollista (i urval)
- Zac Efron – Kevin Von Erich
- Jeremy Allen White – Kerry Von Erich
- Harris Dickinson – David Von Erich
- Maura Tierney – Doris Von Erich
- Stanley Simons – Mike Von Erich
- Michael J. Harney – Bill Mercer
- Holt McCallany – Jack "Fritz" Von Erich
- Lily James – Pam Adkisson
- Maxwell Friedman – Lance Von Erich